# Сухова, Анастасия Алексеевна
Анастасия Алексеевна Сухова (1916 — 8 июня 1990 года) — советский железнодорожник, бригадир Орловской дистанции пути Московско-Курско-Донбасской железной дороги, Орловская область. Герой Социалистического Труда (01.08.1959).

## Биография
Родилась в 1916 году на территории современной Орловской области. Русская. Окончила начальную школу. Пережила немецкую оккупацию в годы Великой Отечественной войны. Муж погиб на фронте.
В 1943 году, сразу после освобождения город Орла, пришла работать на железную дорогу, решив продолжить дело погибшего супруга, который до войны здесь работал.
Свой трудовой путь на железной дороге Анастасия Сухова начала в качестве монтера пути на 427-м километре, там же, где трудился погибший муж. После освобождения Орла стальную магистраль пришлось восстанавливать с нуля. 
Работать приходилось в тяжелейших условиях. В дождь и снег, жару и мороз – вручную обеспечивать безопасное движение грузовых и пассажирских поездов. Недоставало материалов, поезда мчались по рельсам, которые давно отжили свой век и состояли из коротких кусков. Приходилось проявлять изобретательность, чтобы поддерживать путь в исправном состоянии.
Вскоре стала бригадиром. Через несколько лет её участок магистрали изменился в лучшую сторону. Все шпалы были уложены на одном уровне, откосы выровнены граблями, а железнодорожная насыпь окантована лентой побелённых камней. Она добилась оснащения отделения шпалоподбойками, электростанциями ЖЭС, рельсорезными и рельсосверлильными станками, научила каждого монтёра бригады работать с новыми механизмами.
Указом Президиума Верховного Совета СССР от 1 августа 1959 года за выдающиеся успехи, достигнутые в деле развития железнодорожного транспорта, Суховой Анастасии Алексеевне присвоено звания Героя Социалистического Труда с вручением ордена Ленина и золотой медали «Серп и Молот».
В 1960-х годах, когда Сухова продолжала работать бригадиром, орловская дистанция пути одной из первых получила почётное звание «Дистанция коммунистического труда».
Работал на Орловской дистанции пути до 1968 года.
Жила в Орле. Скончалась 8 июня 1990 года.

## Память
В 2012 году на здании Орловской дистанции пути в память о Герое была открыта мемориальная доска.

## Награды
- Медаль «Серп и Молот» (01.08.1959);
- Орден Ленина (01.08.1959).

- Медаль «За трудовое отличие»
- Медаль «В ознаменование 100-летия со дня рождения Владимира Ильича Ленина» (6 апреля 1970)
- Медаль «Ветеран труда»

- и другими
- Отмечена грамотами и дипломами.